# Gampsocleis gratiosa
Gampsocleis gratiosa is een rechtvleugelig insect uit de familie sabelsprinkhanen (Tettigoniidae). De wetenschappelijke naam van deze soort is voor het eerst geldig gepubliceerd in 1862 door Brunner von Wattenwyl.